# Josef Gast
Joseph Gast (* 27. November 1762 in Wippenham; † 29. April 1829 ebenda) war ein österreichischer Orgelbauer.

## Leben
Joseph Gast war ein Sohn von Stephan Gast (* 5. April 1733 in Nonsberg; † 11. November 1791 in Wippenham), dem Erbauer einer Orgel in Weilbach. Stephan Gast gilt als Begründer der Orgelbaudynastie Gast, stammte aus Nonsberg und scheint in Wippenham zunächst als Uhrmacher, dann als Orgelbauer auf. Joseph übernahm das „Orgelmacherhäusl“ (Wippenham, Haus-Nr. 5) und führte die Werkstatt seines Vaters weiter. Er errichtete zahlreiche Orgeln im Innviertel und Hausruckviertel in Oberösterreich. Seine Instrumente weisen erstmals die bei romantischen Orgeln anzutreffenden Streicherstimmen bzw. -register auf. Nach seinem Tode wurde seine Orgelbauwerkstätte von J. G. Schwarzmayr übernommen.

## Werkliste
| Jahr | Ort              | Gebäude                      | Bild | Manuale | Register | Bemerkungen      |
| ---- | ---------------- | ---------------------------- | ---- | ------- | -------- | ---------------- |
| 1785 | Pram (OÖ)        | Pfarrkirche Pram             |      |         |          | Gehäuse erhalten |
| 1786 | Sigharting       | Pfarrkirche St. Pankraz      |      | I/P     | 7        |                  |
| 1787 | Mühlheim am Inn  | Pfarrkirche Mühlheim am Inn  |      | I/P     | 10       |                  |
| 1795 | Zell an der Pram | Pfarrkirche Zell an der Pram |      |         |          | Gehäuse erhalten |
| 1800 | Münzkirchen      | Pfarrkirche Münzkirchen      |      | II/P    |          | Gehäuse erhalten |